# نیازمندی عملکردی
نیازمندی عملکردی یا نیاز کارکردی (به انگلیسی: functional requirement) در مهندسی نرم‌افزار و مهندسی سامانه‌ها، تعریف‌کننده یک «تابع» برای یک سامانه یا مولفه‌های آن است، که این تابع به صورت «مشخصات رفتار» بین ورودی‌ها و خروجی‌ها توصیف می‌شود.
نیازهای کارکردی می‌تواند شامل محاسبات، جزییات فنی، دستکاری داده، و پردازش و دیگر کارکردهای خاص باشد، که این موارد تعریف‌کننده آن است که سیستم چه چیزی را برای انجام دادن فرض کرده‌است.